# Louis-Thomas de Savoie-Carignan
Pour les articles homonymes, voir Louis de Savoie.
Louis-Thomas de Savoie-Carignan, né le 15 décembre 1658 à Paris et mort à Landau le 14 août 1702, est duc de Carignan et comte de Soissons de 1673 à 1702.

## Biographie
Louis-Thomas de Savoie-Carignan naît le 15 décembre 1658, à Paris. Il est le fils de Eugène-Maurice de Savoie-Carignan, comte de Soissons, et d'Olympe Mancini. Certaines sources prétendant qu'il est le fils naturel du roi Louis XIV, dont Olympe Mancini serait la favorite au moment de la conception de l'enfant qui eut lieu avant son mariage. Cette thèse demeure très spéculative, notamment dû à la conception de ce dernier qui eut lieu durant le mariage de ses parents, puisque né en décembre. De plus, une forte ressemblance physique existe entre ce dernier et son père.
Il est banni du royaume par Louis XIV et va retrouver son frère le prince Eugène à Vienne en mars 1699 qui le fait engager dans l'armée impériale au début de la guerre de Succession d'Espagne.
Il meurt le 14 août 1702, à Landau dans une embuscade tendue par les Français.

## Famille
Louis-Thomas de Savoie-Carignan épouse le 12 octobre 1680, Uranie de la Cropte (1655-1717) et eut[réf. nécessaire] :
- Marie-Anne-Victoire de Savoie (1683-1763), mariée en 1738 (et séparée en 1752) à Joseph (1702-1787), duc de Saxe-Hildburghausen.
- Louis Thomas (1685-1695)
- Thérèse Anne (1686-1736)
- Emmanuel-Thomas (1687-1729), comte de Soissons, épouse Marie-Thérèse de Liechtenstein (1694-1772) en 1713.
- Maurice (1690-1710)
- Eugène (1692-1712)

## Description par le duc Louis de Rouvroy de Saint-Simon, dans ses célèbresMémoires
« De part et d'autre le siège fut meurtrier, et le comte de Soissons y mourut en peu de jours d'une blessure qu'il y reçut. Il était frère aîné du prince Eugène et neveu paternel et cadet de ce fameux muet le prince de Carignan; le prince Louis de Bade et le comte de Soissons étaient enfants du frère et de la sœur. Le comte de Soissons père était fils du prince Thomas, qui a fait tant de bruit et de mouvements en France et en Savoie, fils et frère de ses ducs, et mari de la dernière princesse du sang de la branche de Soissons, sœur du comte de Soissons tué à la bataille de la Marfée, dite de Sedan, qu'il venait de gagner. Le comte de Soissons Savoie, neveu de ce prince du sang, attiré en France par les biens de sa mère et les établissements que son père y avait eus, y avait épousé une Mancini, nièce du cardinal Mazarin, pour laquelle, au mariage du roi, il inventa la charge de surintendante de la maison de la reine; et en même temps de la reine mère qui, non plus que toutes les autres reines, n'en avait jamais eu, pour son autre nièce Martinozzi, femme du prince de Conti. La brillante faveur, les disgrâces, les étranges aventures de la comtesse de Soissons qui la firent fuir à Bruxelles ne sont pas de mon sujet. Elle fut fort accusée d'avoir fait empoisonner son mari à l'armée, en 1673. Il était gouverneur de Champagne et colonel général des Suisses et Grisons. Sa sœur la princesse de Bade fut longtemps dame du palais de la reine, qui n'eut et ne prétendit jamais aucune préférence sur les duchesses et les princesses de la maison de Lorraine, qui étaient aussi dames du palais, et qui toutes roulaient ensemble sans distinction entre elles et faisaient le même service. Elle eut part à la disgrâce de la princesse de Carignan sa mère, et fut remerciée. Le prince Louis de Bade, si connu à la tête des armées de l'empereur, était filleul du roi, et avait passé en France sa première jeunesse. 
Le comte de Soissons, sans père et ayant sa mère en situation de n'oser jamais revenir en France, y fut élevé par la princesse de Carignan, sa grand'mère, avec le prince Eugène et d'autres frères qu'il perdit, et ses sœurs dont j'ai parlé lors du mariage de Mme la duchesse de Bourgogne. C'était un homme de peu de génie, fort adonné à ses plaisirs, panier percé qui empruntait volontiers et ne rendait guère. Sa naissance le mettait en bonne compagnie, son goût en mauvaise. À vingt-cinq ans, amoureux fou de la fille bâtarde de La Cropte-Beauvais, écuyer de M. le Prince le héros, il l'épousa au désespoir de la princesse de Carignan, sa grand'mère, et de toute sa parenté. Elle était belle comme le plus beau jour, et vertueuse, brune, avec ces grands traits qu'on peint aux sultanes et à ces beautés romaines, grande, l'air noble, doux, engageant, avec peu ou point d'esprit. Elle surprit à la cour par l'éclat de ses charmes qui firent en quelque manière pardonner presque au comte de Soissons; l'un et l'autre doux et fort polis. 
Elle était si bien bâtarde, que M. le Prince, sachant son père à l'extrémité, à qui on allait porter les sacrements, monta à sa chambre dans l'hôtel de Condé pour le presser d'en épouser la mère; il eut beau dire et avec autorité et avec prières, et lui représenter l'état où, faute de ce mariage, il laissait une aussi belle créature que la fille qu'il en avait eue, Beauvais fut inexorable, maintint qu'il n avait jamais promis mariage à cette créature, qu'il ne l'avait point trompée, et qu'il ne l'épouserait point; il mourut ainsi. Je ne sais où, dans la suite, elle fut élevée ni où le comte de Soissons la vit. La passion de l'un et la vertu inébranlable de l'autre fit cet étrange mariage. 
On a vu en son temps comment le comte de Soissons était sorti de France, et comment il avait été rebuté partout où il avait offert ses services. Ne sachant plus où donner de la tête, il eut recours à son cadet le prince Eugène et à son cousin le prince Louis de Bade, qui le firent entrer au service de l'empereur, où il fut tué presque aussitôt après. Sa femme, qui fut inconsolable et qui était encore belle à surprendre, se retira en Savoie dans un couvent éloigné de Turin où M. de Savoie enfin voulut bien la souffrir. Leurs enfants, dont le prince Eugène voulait faire les siens, sont tous morts à la fleur de leur âge, en sorte que le prince Eugène, qui avait deux abbayes et n'a point été marié, a fini cette branche sortie du fameux duc Charles-Emmanuel, vaincu par Louis XIII en personne au célèbre pas de Suse. »